# 安波斯塔
安波斯塔，是加泰罗尼亚塔拉戈纳省的一个市镇。总面积138平方公里，总人口16865人（2001年），人口密度122人/平方公里。

## 友好城市
- 法國 圣让德拉吕埃勒